# 아크리시오스
아크리시오스(Acrisius)는 그리스 신화에 나오는 아르고스의 왕 아바스의 아들. 아바스가 죽자 쌍둥이 형제인 프로이토스와 왕위쟁탈전을 벌였는데, 아크리시오스가 승리하여 프로이토스는 추방되었다. 이때 원형의 방패가 발명되었다고 전해진다. 그는 장차 외손자들의 손에 죽을 것이라는 신탁을 두려워한 나머지, 자기 딸인 다나에와 외손자인 페르세우스를 상자에 넣어 바다에 띄워 버렸다. 그러나 페르세우스는 무사히 자라 투원반의 명수가 되었는데, 어느날 경기장에서 구경을 하고 있는 아크리시오스에게 원반을 잘못 던져 죽게 함으로써 예언이 실현되었다.